# St. Engelbert (Bochum-Dahlhausen)

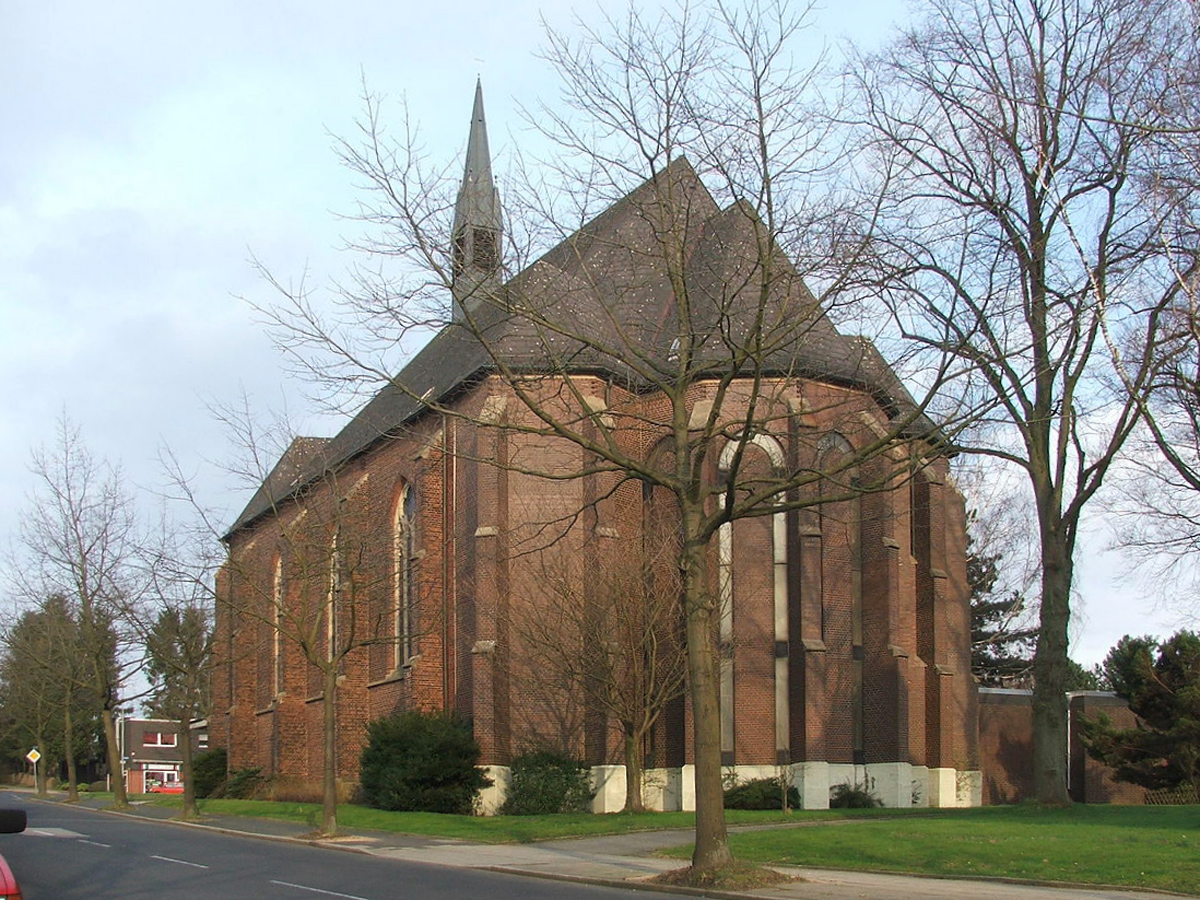
St. Engelbert

St. Engelbert ist ein katholisches Kirchengebäude an der Kassenberger Straße 94 in Oberdahlhausen, Bochum-Dahlhausen. Es handelt sich um eine dreischiffige, neugotische Hallenkirche aus Backstein. Schutzpatron ist Engelbert I. von Köln.
Architekt war Hermann Wielers, Bauherr die Liebfrauen-Gemeinde. 
Der Grundstein wurde am 4. Mai 1902 gelegt. Die Benediktion erfolgte am 7. Juni 1903, die Konsekration am 9. Mai 1904. Im Jahre 1904 wurde auch das Pfarrhaus fertiggestellt. Die Erweiterung um den Westchor und die Sakristei erfolgte von 1968 bis 1969. Sie ist seit 2005 denkmalgeschützt.
Der letzte eigene Pfarrer, Martin Stais, wurde 2010 nach Gevelsberg versetzt. Die Kirche zählt zur Bochumer Pfarrei St. Franziskus, Bistum Essen.